# Voie normale (alpinisme)
Pour les articles homonymes, voir Voie normale (homonymie).
La voie normale désigne en alpinisme l'itinéraire le plus facile pour atteindre un sommet. La voie normale est souvent l'itinéraire historique ayant permis la première ascension. Si l'itinéraire actuel le plus facile est différent de l'ancien, il est parfois désigné par « voie normale moderne ».
Quand la voie est très fréquemment empruntée par un grand nombre d'alpinistes, en raison de sa facilité ou de l'intérêt de son ascension, elle est considérée comme étant une « voie classique »[réf. nécessaire]. 
Sur certains sommets, il peut exister plusieurs voies normales. C'est le cas du mont Blanc qui possède trois voies normales de niveau différents : la voie royale depuis le nid d'Aigle par l'aiguille du Goûter et l'arête des Bosses ( petite et grande Bosse) de niveau PD- ; la voie des 3 monts, depuis le refuge des Cosmiques par les cols Maudit et de la Brenva et le mur de la Côte (PD+), nécessitant le niveau "intermédiaire", et la voie du Pape, sur le versant italien, depuis le val Vény, par les aiguilles Grises et le col du Dôme où elle rejoint la voie royale. Cette dernière voie nécessite un niveau "confirmé" du fait du fort dénivelé. Deux autres voies (variantes de la voie royale) ont également été présentées comme normales : par les Grands Mulets (la voie historique) et par la traversée de Bionnassay, mais elles sont moins fréquentées.